# Marta Suplicy
Marta Teresa Smith de Vasconcellos Suplicy (São Paulo, 18 de março de 1945) é uma psicóloga, psicanalista, sexóloga e política brasileira, filiada ao Partido dos Trabalhadores (PT).
Ao longo de sua carreira política, foi prefeita de São Paulo, deputada federal, ministra de Estado nos governos Lula e Dilma, senadora da República pelo estado de São Paulo, e secretária de Relações Internacionais da cidade de São Paulo.
Descendente direta dos barões de Vasconcelos, Marta viveu seus primeiros anos no Jardim Paulistano, e estudou em instituições de ensino da elite paulistana. Em 1964, casou-se com Eduardo Suplicy, com quem teve três filhos—incluindo os cantores Supla e João. Entre 1966 a 1968, morou com Eduardo nos Estados Unidos, onde ambos estudaram. Em 1970, Marta graduou-se em psicologia pela Pontifícia Universidade Católica de São Paulo (PUC-SP), concluindo uma pós-graduação e um mestrado no exterior logo depois.
Marta trabalhou como psicóloga comportamental e sexóloga. Em 1980, passou a apresentar o quadro Comportamento Sexual, na TV Mulher, onde falava abertamente sobre temas sexuais. Entre 1989 e 1992, trabalhou com Paulo Freire na implementação de um programa de orientação sexual. Em 1994, foi eleita deputada federal pelo Partido dos Trabalhadores—partido o qual estava filiada desde 1981. Em 1998, Marta concorreu ao governo de São Paulo, mas foi derrotada ainda no primeiro turno.
Em 2000, elegeu-se prefeita de São Paulo—cargo que ocupou até 2005, após não conseguir se reeleger. Em 2007, tornou-se ministra do Turismo no governo Lula e, em 2008, foi derrotada no segundo turno da eleição paulistana. Marta foi eleita senadora em 2010 e foi empossada no cargo em fevereiro de 2011. Afastou-se do mandato no Senado durante o período em que foi ministra da Cultura (2012-2014), desfiliou-se do PT, filiou-se ao MDB e concorreu, novamente sem sucesso, à prefeitura de São Paulo em 2016. Em 2018, foi convidada para ser a candidata a vice-presidente na chapa de Henrique Meirelles pelo MDB. No entanto, recusou o convite e desfiliou-se do partido.

## Início de vida, família e educação
|                                                                |  |                                                                   |
| Marta e Eduardo Suplicy (foto) casaram-se em dezembro de 1964. |  | Marta é mãe dos cantores Supla (foto) e João e do advogado André. |

Marta nasceu em 18 de março de 1945 no Jardim Paulistano, São Paulo, sendo filha primogênita do industrial carioca Luís Affonso Smith de Vasconcellos  e da dona de casa paulista Noêmia Fraccalanza Smith de Vasconcellos. Além de Marta, o casal teve outros três filhos: Luiz, Teresa e Cristina. Seu pai, Luís Affonso, era proprietário de indústrias de papel e cartonagens. Vinda de famílias tradicionais de São Paulo, é neta de Jaime Smith de Vasconcellos, 3.º barão de Vasconcellos, e bisneta de Alessandro Siciliano, 1.º conde Siciliano. Além disso, por via de sua bisavó paterna, Laura de Mello Coelho, condessa Siciliano, Marta descende de tradicionais famílias paulistas quatrocentonas e de bandeirantes como Fernão de Camargo, o Tigre, Fernando Ortiz de Camargo, o Moço, Lourenço Castanho Taques, o Moço, e Lourenço Castanho Taques, o Velho.
Marta viveu sua infância e adolescência em uma casa ampla e confortável localizada no Jardim Paulistano. Entre seus passatempos, destacava-se a leitura e a montaria em cavalos. Ela estudou em instituições de ensino da elite paulistana, cursando o primário no Externato Madre Alix e estudando no Colégio Des Oiseaux, das cônegas de Santo Agostinho, até o fim do curso ginasial. Logo depois, cursou o colegial no Colégio Nossa Senhora de Sion, também na cidade de São Paulo, onde fundou e presidiu o Grêmio estudantil na década de 1960, com marcada atuação na política estudantil, notadamente contra a ditadura militar. Em 1964, ingressou no Instituto Sedes Sapientiae, da Pontifícia Universidade Católica de São Paulo (PUC-SP), para estudar psicologia.
Em 15 de dezembro de 1964, Marta casou-se com o estudante Eduardo Suplicy, nascido em 1941 e proveniente da Família Matarazzo, outra tradicional família de São Paulo. Eles haviam se conhecido no ano de 1960 em São Vicente, quando Marta estava na praia e presenciou Eduardo salvando um homem do afogamento. Marta apaixonou-se por Eduardo e, graças a sua insistência, os dois viriam a namorar à distância. Juntos, eles tiveram três filhos: Eduardo "Supla" (1966), André (1968) e João (1974).
Marta interrompeu seus estudos na PUC-SP para acompanhar Eduardo, que fora cursar mestrado em Economia, nos Estados Unidos, entre 1966 e 1967. Neste período, estudou psicologia infantil na Universidade Estadual de Michigan, mesma instituição em que seu esposo estudava. Marta retornou ao Brasil e reingressou na PUC-SP em 1968, vindo a concluir sua graduação em psicologia em 1970. Ela deu continuidade aos seus estudos, finalizando uma pós-graduação na Universidade Stanford em 1972, onde estudou psicologia comportamental (behaviorismo), psicanálise e sexologia, e obteve o título de mestre em psicologia clínica pela Universidade Estadual de Michigan em 1973. Marta também recebeu um Certificado de Proficiência em Inglês pela Universidade Estadual de Michigan.

## Carreira na psicologia e na televisão

Marta em um cartaz, possivelmente produzido para o TV Mulher durante os anos 1980

Durante sua estadia nos Estados Unidos, Marta conheceu e ficou fascinada pelo movimento feminista. Quando voltou ao Brasil, deu continuidade ao seu trabalho como psicóloga comportamental e sexóloga. Marta foi uma das fundadoras do curso de Terapia Comportamental no Instituto Sedes Sapientiae, onde foi professora de terapia de casais entre 1973 e 1976. Ela também atendia casais em seu escritório particular, escrevia colunas para as revistas Claudia e Vogue, e ministrava palestras. Em meados dos anos de 1970, conheceu outras feministas e participou de um grupo de mulheres intelectuais que reuniam-se para debater a condição da mulher no Brasil.
Em 1980, Marta aceitou o convite do diretor Nilton Travesso para apresentar o quadro Comportamento Sexual, no TV Mulher, um programa novo da Rede Globo que era dedicado às mulheres. O quadro possuía uma audiência média diária de dois milhões de telespectadores, tornando-se um dos mais conhecidos do programa, e era voltado a um público cuja maioria era composta por mulheres de 29 aos 45 anos de idade. Entre os temas que Marta comentava, estavam a gravidez na adolescência, orgasmo, impotência e impulso sexual.
Como apresentadora, causou polêmica ao enfrentar o conservadorismo e defender abertamente assuntos controversos, como a emancipação e os direitos da mulher, o aborto, os movimentos feministas e LGBT. Sendo a primeira vez em que o sexo foi debatido na televisão brasileira, o programa recebeu quatro processos do Departamento Nacional de Telecomunicações, que era responsável pela censura na TV, por "divulgação de fatos impróprios para o horário." Marta também foi alvo de muitos protestos por falar, em pleno dia, sobre orgasmo feminino e por repetir as palavras pênis e vagina. Um dos grupos opositores foi as Senhoras de Santana, que exigiu a retirada do ar o quadro de Marta.
Em novembro de 1982, a Rede Globo, apesar de manifestar apoio a Marta, decidiu suspendê-la do programa devido ao volume de multas e a "incontáveis problemas que a empresa vem enfrentando junto a diversos órgãos oficiais ainda dominados por um obscurantismo que impede a livre discussão de problemas fundamentais para o telespectador." Após o afastamento, a emissora recebeu inúmeras manifestações contrárias à censura, culminando na volta de Marta ao programa no início de dezembro. O TV Mulher saiu da grade de programação da Rede Globo em junho de 1986. No ano seguinte, Nilton Travesso reeditou a atração na Rede Manchete, como Mulher 87, onde Marta continuou apresentando um quadro semelhante entre 1987 e 1988. Ao longo do período em que o programa foi transmitido pela Globo, Marta recebeu mais de três mil cartas de telespectadores com dúvidas e críticas sobre o papel da mulher na sociedade; tais cartas foram usadas por Mário Prata em uma peça teatral de 1984.
Marta voltou a apresentar um programa de televisão em agosto de 1999, quando ancorou o programa Jogo Aberto, destinado a debater a sexualidade das mulheres, sendo exibido nas noites de sábado na Rede Bandeirantes. Em outubro do mesmo ano, a emissora o tirou do ar alegando "alterações na grade de programação". No entanto, a baixa audiência, cuja média era de dois pontos no Ibope (cerca de 160 mil telespectadores na Grande São Paulo), e a falta de anunciantes foram decisivas para o seu fim.
Ainda no campo da psicologia, Marta publicou nove livros relacionados a esse tema, incluindo: Conversando sobre Sexo (1983), Sexo para adolescente: orientação para educadores (1988), Papai, mamãe e eu: o desenvolvimento sexual da criança dos dois aos seis anos no lar e na escola (1990), Guia de orientação sexual (1994), Sexo se Aprende na Escola (1995) e Sexo para adolescente: amor, homossexualidade, masturbação, virgindade, anticoncepção, AIDS (1995).

## Carreira política
Em 1981, Marta filiou-se ao Partido dos Trabalhadores (PT). Seu esposo Eduardo havia sido membro-fundador do PT um ano antes, mas Marta, conforme suas próprias palavras, "precisava refletir. Não sabia se tinha a ver comigo." No início, ela não costumava frequentar as reuniões partidárias e não se dedicava muito nas campanhas eleitorais. A partir de 1990, o PT passou a insistir para que Marta fosse candidata a um cargo eletivo, mas ela sempre recusava dizendo que "o político da família é o Eduardo".
Entre 1989 e 1992, a pedido de Paulo Freire, secretário da Educação do governo da petista Luiza Erundina, Marta fundou e presidiu o grupo de Trabalho e Pesquisa em Orientação Sexual, cujo objetivo era elaborar e implementar um programa de orientação sexual para a rede municipal de ensino. A partir de 1994, trabalhou no Grupo de Trabalho e Pesquisa em Orientação Sexual como parte do projeto Brasil, do Ministério da Saúde. O grupo introduziu programas de orientação sexual em seis cidades.

### Deputada federal
Em 1994, com o incentivo do marido e da cúpula do PT, Marta candidatou-se a deputada federal. Sua plataforma de campanha priorizou as minorias e defendeu que o aborto fosse regulamentado nos casos previstos pela legislação. Ela foi eleita com 76,1 mil votos, ou 0,71%, a quarta maior votação do PT-SP para o cargo. Com isso, passou a residir no apartamento-funcional de Eduardo, em Brasília. Entretanto, continuou recebendo o auxílio-moradia da Câmara dos Deputados, o que, apesar de legal, causou constrangimento no PT quando a revista Veja noticiou o caso, fazendo com que Marta abdicasse do benefício, depois de alegadamente tê-lo usado por dois meses.
Em maio de 1995, Marta propôs a legalização da prática do aborto nos casos em que a anomalia do feto fosse constatada. Em agosto de 1997, ela foi uma das parlamentares que votaram a favor e articularam pela aprovação da regulamentação da oferta do aborto, em casos de risco de vida para a mãe ou estupro, na rede pública de hospitais. Na Comissão de Constituição e Justiça (CCJ), a votação terminou, com o seu voto 'sim', em 24 votos a favoráveis e 23 contrários.
Em agosto de 1995, Marta apresentou um projeto de lei que obrigava que 20% das vagas de candidatos em um partido ou coligação nas eleições proporcionais fosse preenchida por mulheres. Em setembro de 1995, o presidente Fernando Henrique Cardoso sancionou a lei que estabelecia as normas para as eleições municipais de 1996, incluindo a obrigação de que 20% das candidaturas sejam obrigatoriamente ocupadas por mulheres. Em 1997, Marta passou a defender que este número obrigatório subisse para 30%, argumentando que a participação feminina na política estava evoluindo lentamente e "muito pouco". Em setembro de 1997, as novas regras eleitorais sancionadas pela presidência estipularam que "cada partido ou coligação preencherá o mínimo de 30% e o máximo de 70% para candidaturas de cada sexo".
Em junho de 1996, uma comissão especial na Câmara dos Deputados foi criada para debater o projeto de sua autoria que possibilitava a união civil entre pessoas do mesmo sexo, e que também instituía as mesmas garantias legais dadas a casais heterossexuais. A preposição, chamada de Projeto de Lei 1.151 de 1995, recebeu forte oposição da bancada evangélica e de parlamentares conservadores e, posteriormente, foi arquivada. Também relacionado aos direitos LGBT, apresentou a Proposta de Emenda à Constituição 139/1995, que visava proibir a discriminação motivada pela orientação sexual. Com o parecer favorável do relator Régis de Oliveira, a PEC foi aprovada na CCJ. No entanto, a comissão especial para avaliar o assunto não foi constituída e, no início da legislatura seguinte, a proposição foi arquivada.
Entre seus projetos apresentados como deputada federal, Marta também propôs a descaracterização do adultério como crime, a descriminalização do uso da maconha e a remição da pena para condenados que estudam. No decorrer de toda a 50.ª Legislatura, ela foi integrante da Comissão de Seguridade Social e Família, da Comissão de Direitos Humanos e da Comissão sobre Violência contra a Mulher, e suplente das comissões de Defesa do Consumidor, Meio Ambiente e Minorias. Entre 1997 e 1998, foi vice-líder do bloco formado por deputados do Partido dos Trabalhadores, Partido Democrático Trabalhista (PDT) e Partido Comunista do Brasil (PCdoB).

### Eleição estadual de São Paulo em 1998

Marta em sua propaganda na televisão e no rádio, em 1998

Em 1998, Marta disputou as prévias do PT pela indicação ao cargo de governadora, enfrentando o deputado estadual Renato Simões, que pertencia a ala mais esquerdista e católica do PT paulista. Com o apoio do presidenciável petista Lula da Silva, venceu a indicação do partido e tornou-se a candidata oficial pela coligação Pra Renovar São Paulo, formada também pelo PCdoB, o PCB e o PPS. Seu candidato a vice foi Newton Lima Neto, ex-reitor da Universidade Federal de São Carlos.
Marta recebeu forte oposição de setores conservadores devido a sua trajetória feminista e libertária; até mesmo setores da Igreja Católica que apoiavam o PT resistiram à sua candidatura. O livro Sexo para adolescentes foi um dos pontos criticados, com o bispo Amaury Castanho classificando-a como "permissiva." Como resposta, Marta argumentou que pesquisas indicavam uma queda nos índices de gravidez na adolescência, AIDS e abortos entre os alunos de escolas onde o livro havia sido adotado.
Durante sua campanha, Marta buscou distanciar-se da imagem que possuía de defensora das minorias. Ela deu menos foco a temas como a causa feminista e homossexual e enfatizou suas propostas para a área social, priorizando a saúde, educação e emprego. Em sua plataforma de governo, defendeu o projeto de bolsa-trabalho, que ofereceria cursos profissionalizantes a jovens, um programa de implemento de renda para famílias carentes, a construção de moradias populares e a construção de uma universidade pública na região do Grande ABC.
Nas vésperas da votação do primeiro turno, o Datafolha mostrou que Paulo Maluf liderava com 31% das intenções de votos, seguido por Francisco Rossi (18%), Covas (17%) e Marta (15%). O Ibope anunciou dados semelhantes, com Covas 5% a frente de Marta. Embora a distância entre Covas e Marta era pequena, inclusive dentro da margem de erro, Covas passou a ser visto por parte da esquerda como o "mal menor" e com maiores chances de derrotar os conservadores Maluf e Rossi, apesar de possuir baixos índices de aprovação como governador. Neste cenário, com Maluf garantido no segundo turno, Covas e Marta buscaram atrair os votos dos eleitores que rejeitavam Maluf e dos mais progressistas. No dia da eleição, as pesquisas boca-de-urna mostraram que ambos estavam empatados, com 20% cada um.
Com a totalidade das urnas apuradas, Maluf conseguiu 32,12% dos votos, Covas recebeu 22,95% e, surpreendentemente, Marta atingiu 22,5%, superando Rossi, que ficou com 17,1%. A votação de Marta foi a melhor de um candidato petista a governador de São Paulo desde 1982. Indignados com a diferença entre os resultados e as pesquisas, Marta e o PT ameaçaram processar os institutos, acusando-os de influenciarem os resultados finais ao divulgarem projeções manipuladas. Para Marta, tais pesquisas contribuíram para a ocorrência do voto útil, onde os indecisos e seus potenciais eleitores apoiaram Covas. Da mesma forma, as análises da eleição concluíram que o voto útil foi importante para levar Covas ao segundo turno e que Marta foi prejudicada por seu alto índice de rejeição, bem como ao seu partido, visto como radical por boa parte da população na época. No segundo turno, Marta e o PT apoiaram a reeleição de Covas.

### Eleição municipal de São Paulo em 2000
Após perder a disputa pelo governo Estadual em 1998, o PT paulista passou a visualizar em Marta a possibilidade de derrotar tanto tucanos quanto malufistas na eleição municipal de São Paulo em 2000. Em agosto de 1999, os petistas criaram o Instituto Florestan Fernandes, onde foram construídas as bases do plano de governo de Marta. A candidatura de Marta também contou com o apoio formal de PCdoB, PCB e PHS, que juntos formaram a coligação Muda São Paulo. Uma coligação com a ex-prefeita e deputada federal Luiza Erundina (PSB) era prioridade para Marta, mas Erundina não quis desistir da disputa como candidata a prefeita.

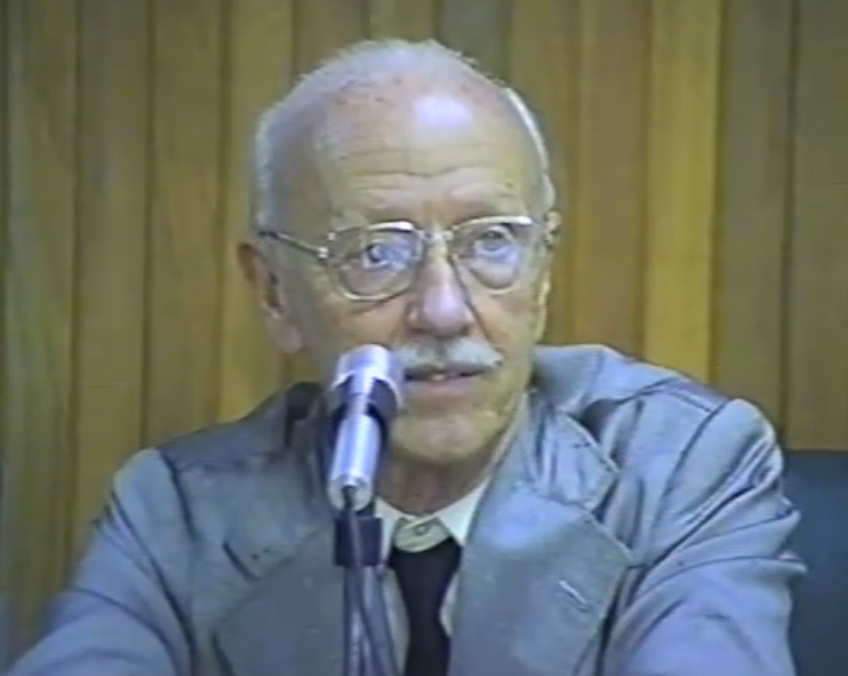
Hélio Bicudo foi o companheiro de chapa de Marta em 2000

Os deputados Paulo Teixeira e Arlindo Chinaglia reivindicaram a vaga de candidato a vice. Para evitar um racha na Convenção, o ex-deputado federal Hélio Bicudo foi escolhido. A escolha de Bicudo também foi feita para servir como um contraponto à imagem liberal de Marta e atrair o eleitorado mais conservador. Eles haviam tido desentendimentos recentes, principalmente relativos à regulamentação do direito de aborto e à parceria civil para homossexuais. Enquanto Marta apoiava ambos, Bicudo era contrário. Em janeiro de 1998, Bicudo declarou apoio à reeleição de Covas, pois via que ele detinha as condições para criar uma aliança que derrotaria o malufismo e não gostaria que Marta implementasse suas ideias na área da saúde. No início de 1999, eles se reaproximaram.
Além de Marta e Erundina, os principais candidatos naquele ano foram Maluf (PPB), Geraldo Alckmin (PSDB) e Romeu Tuma (PFL). O prefeito Celso Pitta, ex-afilhado político de Maluf, era avaliado negativamente por grande parte da população. Marta esteve a frente nas pesquisas durante todo o primeiro turno. Na propaganda eleitoral na TV e no rádio, fez poucas críticas aos seus oponentes, usando a maior parte de seu tempo para abordar as propostas de seu plano de governo, que incluía um programa de renda mínima, o "Começar de Novo", que requalificaria e daria oportunidades de emprego para pessoas com mais de quarenta anos, e o Banco do Povo, que daria empréstimos para quem quisesse abrir um pequeno negócio ou melhorar uma microempresa já existente. O discurso partidário do PT na campanha de Marta não estava tão radical como nas anteriores e lideranças do partido, como Lula e Eduardo Suplicy, tiveram pouca participação na propaganda eleitoral.
Na votação do primeiro turno, Marta ficou isolada em primeiro lugar com 38,12% dos votos válidos. A outra vaga para o segundo turno contou com uma disputa acirrada entre Maluf, que conseguiu 17,39%, e Alckmin, que ficou com 17,25%. Tuma recebeu 11,45% dos votos e, Erundina, 9,90%. Com dezesseis vereadores eleitos, o PT elegeu a maior bancada para a Câmara Municipal, composta por 55 vagas. Durante o segundo turno, Marta recebeu o apoio formal de Covas, Alckmin e do PSDB. Nas pesquisas, Marta possuía uma liderança de dois dígitos em relação a Maluf. Em 29 de outubro, foi eleita prefeita com 3,2 milhões de votos, ou 58,51% dos votos válidos.

### Prefeita de São Paulo

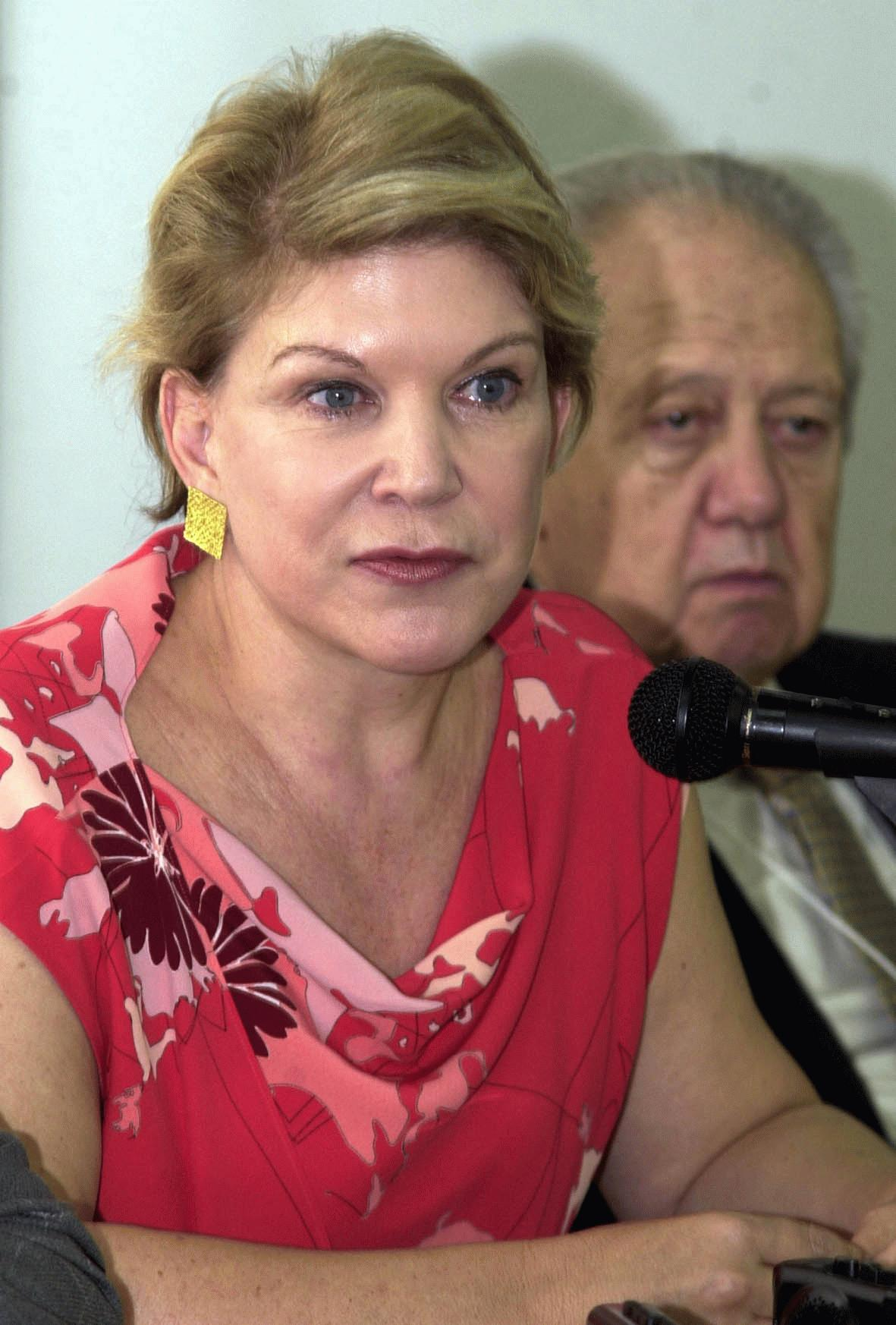
Marta em janeiro de 2003, ao lado de Mário Soares, ex-presidente de Portugal

Em 1º de janeiro de 2001, Marta foi empossada prefeita de São Paulo em uma cerimônia na Câmara Municipal. Entre seus indicados para o secretariado, nomeou Carlos Zarattini (Transportes), João Sayad (Finanças), Jorge Wilheim (Planejamento e Urbanismo), Rui Falcão (Governo), Paulo Teixeira (Habitação), Evilásio Farias (Bem Estar Social), Helena Kerr (Administração), Eduardo Jorge (Saúde), Jilmar Tatto (Abastecimento), Arlindo Chinaglia (Administrações Regionais), Nádia Campeão (Esportes) e Fernando José de Almeida (Educação).
No início de seu mandato, Marta enfrentou sucessivas ondas de greves no serviço de transportes, incitadas por uma "máfia dos transportes", que supostamente era um acordo entre empresários, concessionárias e sindicalistas com o objetivo de obrigar a prefeitura a conceder subsídios ou aumentar as tarifas. Na ocasião, Marta foi ameaçada de morte, passando a usar um colete balístico. Para lidar com a situação, promoveu uma reestruturação do sistema de transportes, com a utilização de micro-ônibus em alguns trajetos, que complementavam os ônibus, a redução do número de linhas e o cancelamento de concessões a empresas. Marta também construiu vias exclusivas para a circulação dos veículos de transporte público, sem barreiras físicas, que ficaram conhecidas como Passa-Rápido. Em maio de 2004, instituiu o Bilhete Único, que permitiu ao usuário de ônibus fazer várias integrações, em um intervalo de duas horas, pagando uma passagem.
Em seu plano de metas para o mandato, Marta incluiu a construção de 45 Centros Educacionais Unificados (CEUs), que, além de desempenharem o papel de estabelecimento educacional, ofereceriam serviços e atividades extra-curriculares, como teatro, cinema e piscina. Em agosto de 2003, o primeiro CEU, em Guaianases, foi inaugurado. Durante todo seu mandato, foram construídos 21 CEUs em áreas carentes da periferia, pouco menos da metade do total prometido. Ainda na área da educação, sua gestão distribuiu uniformes e material escolar para um milhão de crianças, criou duzentas mil vagas na rede municipal, instituiu o programa Vai e Volta, de transporte escolar, e implementou um projeto de orientação sexual.
No âmbito social, Marta iniciou o programa Renda Mínima, que complementava um ganho mensal de famílias carentes com filhos de até catorze anos que estavam estudando, introduziu o mecanismo de Orçamento Participativo, e substituiu as administrações regionais (AR's) pelas subprefeituras, que ganharam maior autonomia.

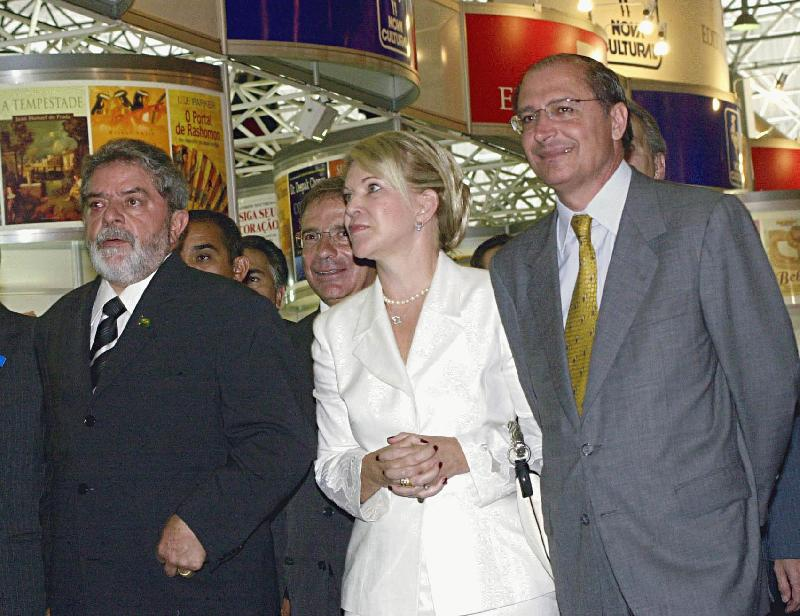
Lula, Marta e Geraldo Alckmin na Bienal Internacional do Livro de São Paulo, em abril de 2004

Marta foi alvo de críticas por reformular impostos existentes e criar novas taxas, como a Taxa do Lixo e a Contribuição Para Custeio da Iluminação Pública. Durante sua gestão, a arrecadação da prefeitura com tributos aumentou 24%. Em 2004, um estudou revelou que a renda média dos paulistanos destinada aos cofres municipais aumentou de 4,75% para 8,35%. Na época, Marta recebeu da oposição a alcunha de "Martaxa" e, posteriormente, reconheceu que errou ao aumentar a carga tributária. Outro tema bastante comentado foi seu divórcio, ocorrido quatro meses após a posse, do senador Eduardo Suplicy. Após a oficialização do divórcio, Marta manteve o sobrenome Suplicy, do qual a notabilizou na vida pública, e casou-se novamente em setembro de 2003 com o franco-argentino Luis Favre, membro da Secretaria de Relações Internacionais do Partido dos Trabalhadores.

### Eleição municipal de São Paulo em 2004
Em 2004, Marta candidatou-se à reeleição com o apoio de sete partidos, a segunda maior coligação nas eleições municipais de São Paulo desde 1985. Marta vetou a possibilidade do PMDB indicar seu vice alegando que não confiava no partido, o que fez com que a coligação com os peemedebistas não se concretizasse. Ela preferiu escolher o secretário petista Rui Falcão como seu companheiro de chapa. Naquele ano, também foram candidatos José Serra (PSDB), Paulo Maluf (PP) e Luísa Erundina (PSB). Após diversas denúncias de corrupção envolvendo Maluf e seus aliados, o malufismo perdeu espaço entre o eleitorado, o que fez com que a disputa ficasse focada em Marta e Serra.
Em junho de 2004, o governo Marta era avaliado de maneira predominantemente regular. Para se defender das críticas, ela alegava que assumiu o governo com uma prefeitura falida, péssimos sistemas de transportes e educação, e que havia feito muito pela cidade. Segundo o Ibope, a educação e o transporte eram as áreas com maior aprovação, e a saúde e a segurança pública com a menor. Os discursos de Serra e Marta foram bastante semelhantes. Serra propôs continuar os programas que estavam dando certo e priorizar a saúde, enquanto que Marta propôs manter e expandir os projetos bem avaliados pela população, além de também dar foco a saúde. Ambos não fizeram muitas referências aos seus partidos políticos, e Marta preferiu adotar um discurso menos ideológico e mais pragmático.

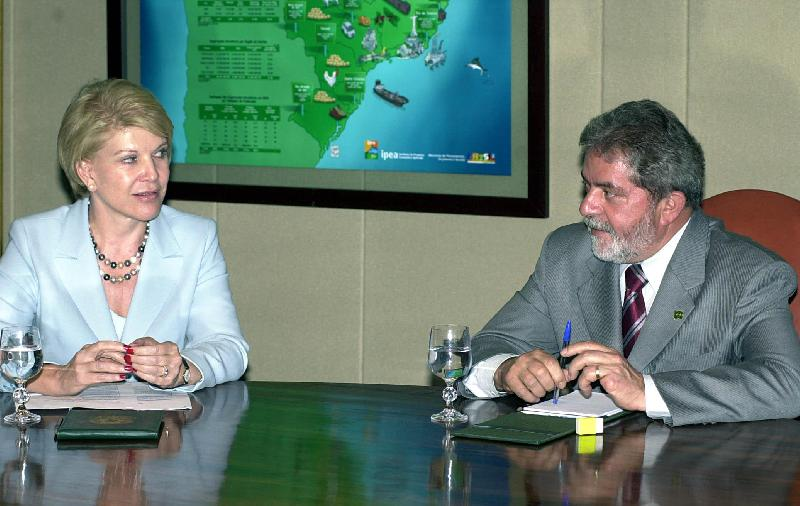
Marta e o presidente Lula durante reunião no Palácio do Planalto, em novembro de 2004

No primeiro turno, Serra recebeu 43,5% dos votos, Marta 35,8%, Maluf 11,9% e Erundina 3,9%. No segundo turno, a campanha de Marta tentou vincular Gilberto Kassab, vice de Serra, a Pitta. Os petistas lembraram que Kassab foi secretário do Planejamento de Pitta e, caso Serra renunciasse em 2006 para candidatar-se a outro cargo, a cidade corria o risco de "ter o governo Pitta novamente à frente da Prefeitura". Em 15 de outubro, Maluf declarou oficialmente seu apoio a Marta; Erundina preferiu não apoiar ninguém. As pesquisas divulgadas mostraram Serra na frente, com uma liderança que variou de 52-39%, em 10 de outubro, a 49-42%, na véspera da votação. Em 26 de outubro, Serra foi eleito com 3,3 milhões de votos, contra 2,7 milhões de votos destinados para a prefeita. Assim como no primeiro turno, ele ganhou nos bairros mais ricos e Marta prevaleceu nos bairros mais periféricos.
De acordo com uma pesquisa do Datafolha realizada entre 7 e 8 de outubro de 2004, 48% da população considerava o governo Marta ótimo ou bom. Por alguma razão, que intriga analistas políticos, ela não conseguiu transformar esse índice de aprovação em votos nas eleições. O jornalista Gilberto Dimenstein citou a imagem de arrogância de Marta e a ligação de Serra com a classe média como fatores que contribuíram para a derrota da prefeita. Um estudo intitulado de "A derrota não explicada" concluiu que "houve uma separação nítida entre a imagem pessoal da Marta e de seu governo na hora da avaliação eleitoral." Este mesmo estudo sugeriu três cenários que poderiam ter resultado na reeleição da petista: "Marta teria vencido se as grandes obras tivessem sido entregues três meses antes da inauguração oficial, pois seus benefícios teriam apagado a lembrança dos transtornos que causaram", "Marta teria vencido se tivesse persistido na estratégia inicial de investir na periferia" e "Marta teria vencido se não tivesse esquecido dos bairros classe média."

### Eleições gerais em 2006

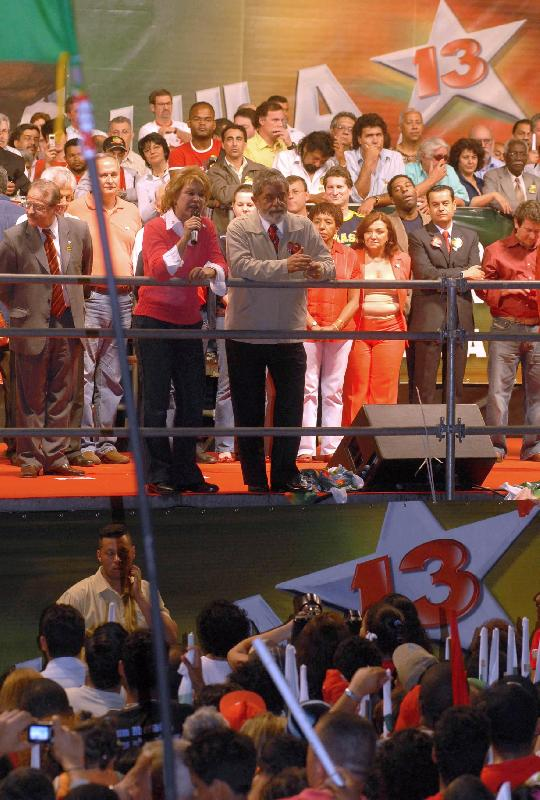
Marta discursando ao lado de Lula durante o segundo turno da eleição presidencial de 2006

No primeiro semestre de 2005, Marta começou a percorrer cidades estratégicas de São Paulo com o objetivo de se tornar a candidata do PT ao governo do Estado na eleição de 2006. Em dezembro de 2005, o PT definiu que a prévia do partido ocorreria no início de maio de 2006 caso não houvesse consenso entre Marta e o senador Aloizio Mercadante, que também reivindicava a candidatura. Lula agiu para evitar que a prévia fosse realizada e tentou alcançar um acordo entre ambos. De acordo com matéria de abril de 2006 da Folha de S.Paulo, ele pretendia oferecer a ex-prefeita três opções para que desistisse da disputa: o compromisso de que disputaria a prefeitura paulistana em 2008; um cargo importante na coordenação da campanha presidencial em São Paulo; ou um ministério de relevo caso fosse reeleito. Entretanto, Marta manteve sua candidatura e, apesar de não ter declarado publicamente, Lula apoiou e trabalhou pela candidatura de Mercadante.
Embora possuísse maior porcentagem de intenções de votos do que Mercadante nos cenários testados pelo Ibope contra José Serra, a rejeição de Marta, de 31%, era a maior entre os postulantes ao governo. Sua base de apoio estava concentrada entre os eleitores mais carentes da cidade de São Paulo, onde inclusive superava Serra numericamente, e a de Mercadante, entre o eleitorado visto como "formador de opinião". Em 7 de maio de 2006, o PT realizou suas prévias. Na capital, Marta recebeu quase o dobro dos votos de Mercadante. Porém, o senador venceu no interior paulista e tornou-se o candidato petista com 52,8% dos 67 598 votos válidos. Em 8 de maio, Marta declarou seu apoio a Mercadante, afirmando que o partido saiu do processo "sem rachaduras" e que o senador possuía chances de derrotar Serra.
Após Mercadante perder para Serra no primeiro turno e ser envolvido no Escândalo do Dossiê, Marta saiu fortalecida da eleição, mesmo sem ter concorrido a nenhum cargo. Nas eleições legislativas, a maioria de seus aliados foram reeleitos, incluindo Jilmar Tatto, Carlos Zarattini, Devanir Ribeiro, Cândido Vaccarezza, Antonio Palocci e Rui Falcão. Em 4 de outubro, assumiu a coordenação da campanha de Lula em São Paulo. Marta expressou que sua estratégia seria contrapor o governo Lula aos dois mandatos de FHC. Após a reeleição de Lula, declarou à imprensa que havia vencido o "projeto que diminuiu o fosso entre ricos e pobres."

### Ministra do Turismo no governo Lula
Em meados de fevereiro de 2007, no início do segundo mandato de Lula, o conselho político do PT indicou Marta para ocupar um Ministério. Ela era cotada para assumir os ministérios da Educação ou Cidades. Lula resistiu em indicá-la para o Ministério da Educação por não querer demitir o ministro Fernando Haddad, no cargo desde 2005. Em 19 de março, Marta aceitou o convite do presidente para que assumisse o Ministério do Turismo, sendo oficialmente empossada no cargo quatro dias depois. Sua nomeação foi considerada um "prêmio de consolação", pois Marta preferia assumir um ministério politicamente mais relevante e com mais recursos.
Em 13 de junho de 2007, Marta lançou o Plano Nacional do Turismo, que previu investimentos de quase R$ 1 bilhão para a promoção interna e externa do país até 2010. Questionada sobre a crise que ocorria no setor aéreo e sobre a oportunidade de seu plano que incentivava viajar, respondeu: "Relaxa e goza que depois você esquece de todos os transtornos!". No mesmo dia, Marta reconheceu publicamente ter errado e ter feito uma declaração inapropriada e pediu desculpas. Esta frase, contudo, enfraqueceu consideravelmente sua imagem pública, sendo alvo de diversas críticas.
Marta anunciou, em setembro de 2007, a criação do programa "Viaja Mais Melhor Idade", que possuía o objetivo de proporcionar a aposentados, pensionistas e pessoas com mais de 60 anos de idade a oportunidade de conhecer o país durante os períodos de baixa ocupação. Para isso, o programa oferecia facilidades, como preços mais baixos do que os de mercado e a disponibilidade de empréstimos por meio do desconto na folha de pagamento, não podendo ter juros mensais superiores a 1%.

### Eleição municipal de São Paulo em 2008

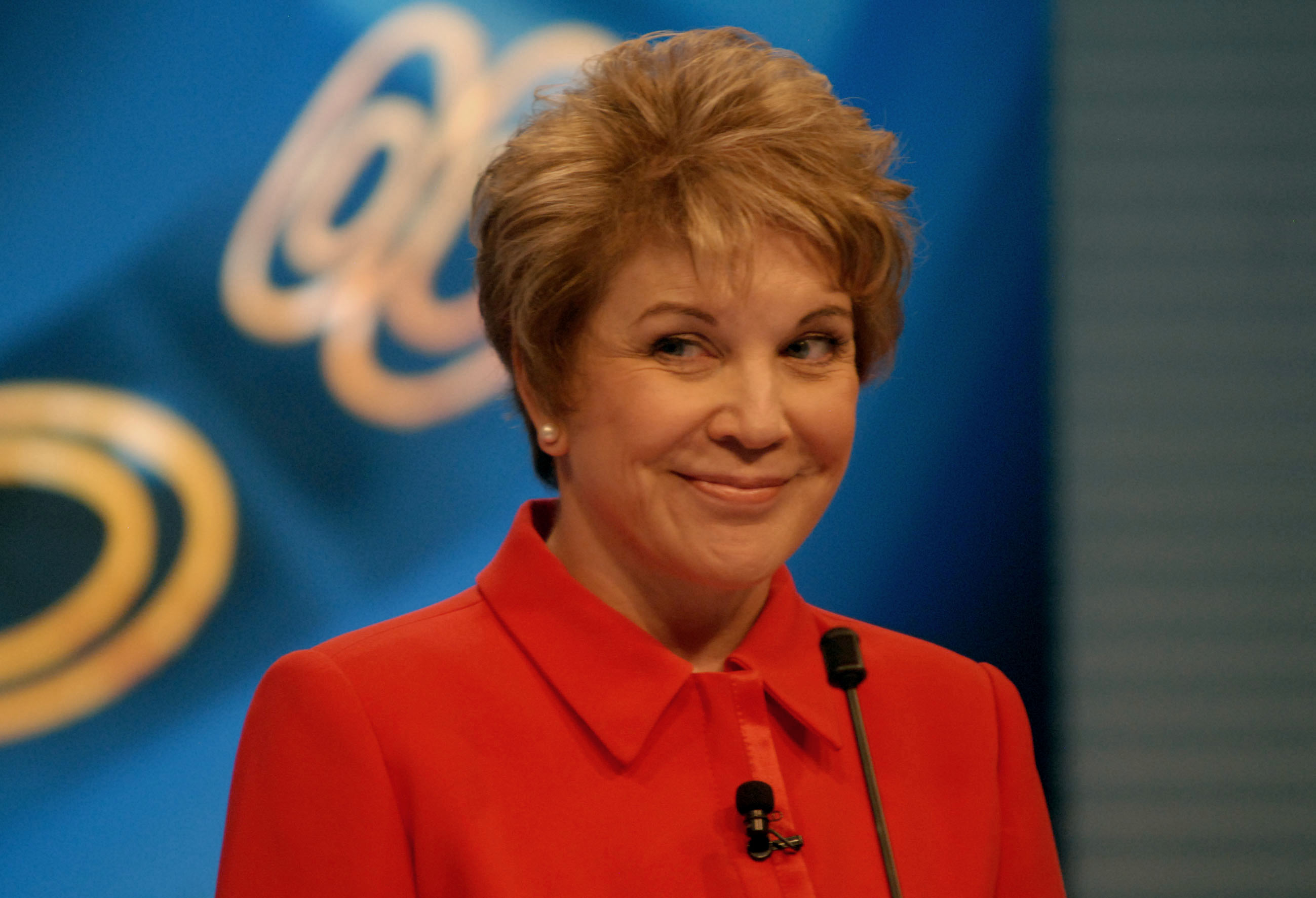
Marta no último debate da eleição municipal de São Paulo em 2008, realizado pela Globo em 24 de outubro

Em junho de 2008, Marta deixou o Ministério do Turismo para ser candidata à prefeitura de São Paulo na eleição daquele ano. O deputado Aldo Rebelo foi oficializado o candidato a vice-prefeito de sua chapa e eles foram apoiados por uma coligação de cinco partidos. Em sua campanha, Marta esforçou-se em combater os aspectos negativos de seu mandato anterior como prefeita, afirmando que estava arrependida de ter criado a taxa do lixo e prometeu investimentos na saúde. Ela divulgou um plano de governo composto por 141 propostas, entre as quais estavam a extensão do Bilhete Único, a redução das alíquotas de ISS para profissionais liberais, a criação de pontos de acesso à internet em toda a cidade, a implantação da rede de policlínicas, a construção de três hospitais, a ampliação do programa Saúde da Família, e a retomada da regularização fundiária.
No início da disputa eleitoral, Marta encontrava-se empatada nas pesquisas com Geraldo Alckmin (PSDB), ex-governador de São Paulo. Com o começo da propaganda eleitoral na televisão e no rádio, o prefeito Gilberto Kassab (DEM), que concentrou seus ataques em Marta e ignorou os ataques de Alckmin, teve um grande crescimento nas pesquisas, chegando a empatar com Alckmin no final de setembro, enquanto Marta liderava. Por fim, Kassab recebeu a maior votação entre todos os candidatos (33,61%), indo para o segundo turno com Marta (32,79%); Alckmin ficou em um afastado terceiro lugar (22,48%).
Na nova etapa da campanha, sua estratégia buscou desconstruir a imagem de Kassab e associá-lo ao malufismo. Na inserção mais polêmica da campanha, um narrador petista questionou a vida pessoal de Kassab, sendo interpretada como uma insinuação de que ele seria gay. Em uma sabatina da Folha de S.Paulo, Marta defendeu o questionamento, mas disse que o desconhecia antes de sua vinculação, atribuindo sua responsabilidade ao marqueteiro João Santana. A propaganda foi criticada até mesmo por setores do PT e, após dois dias, deixou de ser exibida. A despeito da força eleitoral de Lula, seu principal cabo eleitoral, que possuía 55% de aprovação na cidade, Marta foi incapaz de superar seu alto índice de rejeição, concentrado especialmente na classe média e na elite. Em 26 de outubro, Kassab foi reeleito com 60,72% dos votos, levando Marta a perder oito zonas eleitorais em que havia vencido no primeiro turno. Sua segunda derrota consecutiva a enfraqueceu politicamente e, para analistas políticos entrevistados pelo Estadão, o futuro político de Marta poderia estar limitado ao Legislativo.

### Primeiro período como Senadora da República

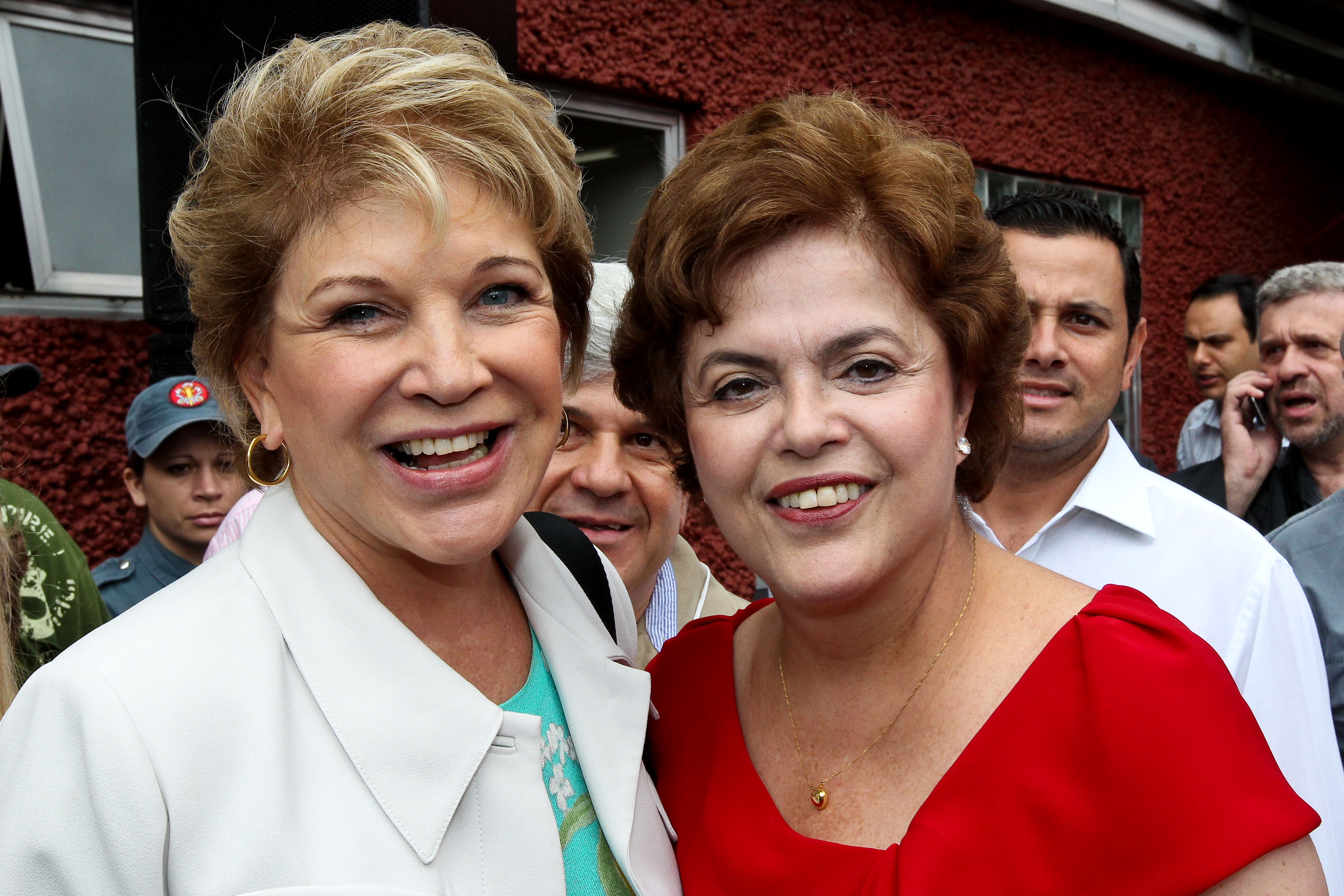
Marta e a presidenciável Dilma Rousseff em evento do PT de São Paulo, em abril de 2010

Em fevereiro de 2009, Marta separou-se de Luís Favre, o que foi visto pela cúpula do PT como um "alívio". Na época, era cotada para disputar o Governo paulista em 2010 e, para os petistas, Favre a prejudicava eleitoralmente. No ano seguinte, o PT escolheu Mercandante para concorrer ao Governo e Marta ao Senado Federal, tendo como suplentes Antonio Carlos Rodrigues (PR) e Paulo Frateschi (PT). Marta liderou todas as pesquisas até perto da eleição, quando aparecia empatada com o candidato coligado pelo PCdoB, Netinho de Paula. Entretanto, o candidato mais votado e eleito para a primeira vaga de senador foi Aloysio Nunes Ferreira, do PSDB, enquanto Marta foi eleita para a segunda vaga, com 8,3 milhões de votos (22,61%), superando Netinho por 1,48%. Marta tornou-se, assim, a primeira mulher eleita por voto popular para o Senado Federal pelo Estado de São Paulo.
Antes da eleição, Marta afirmou que, como senadora, gostaria de ser o "braço direito de Dilma", que trabalharia pelas reformas política e tributária, e que teria candidatando-se à deputada federal, mas seu partido optou por uma candidatura ao Senado, com o que concordou uma vez que "seria o que mais ajudasse a Dilma, pois é a eleição presidencial que muda a nação." Após sua posse, em 1º de fevereiro de 2011, tornou-se, por indicação de seu partido e votação entre seus pares, a primeira vice-presidente do Senado Federal. Ela também serviu na Comissão de Constituição, Justiça e Cidadania (CCJ), a mais importante do Senado Federal.
Marta foi relatora do Projeto de Lei 122, originário da Câmara dos Deputados e que propunha criminalizar a homofobia. O projeto e seus dispositivos geraram um acalorado debate na sociedade, entidades representativas e parlamentares. Para tentar conseguir a aprovação do PL, Marta fez concessões a segmentos religiosos, como a modificação do texto para proteger cultos religiosos da criminalização, desagradando a comunidade LGBT, que alegou que a proposta ficou "desconfigurada". Sem apoio em ambos os lados, a proposição foi arquivada no início de 2015.

### Ministra da Cultura no governo Dilma

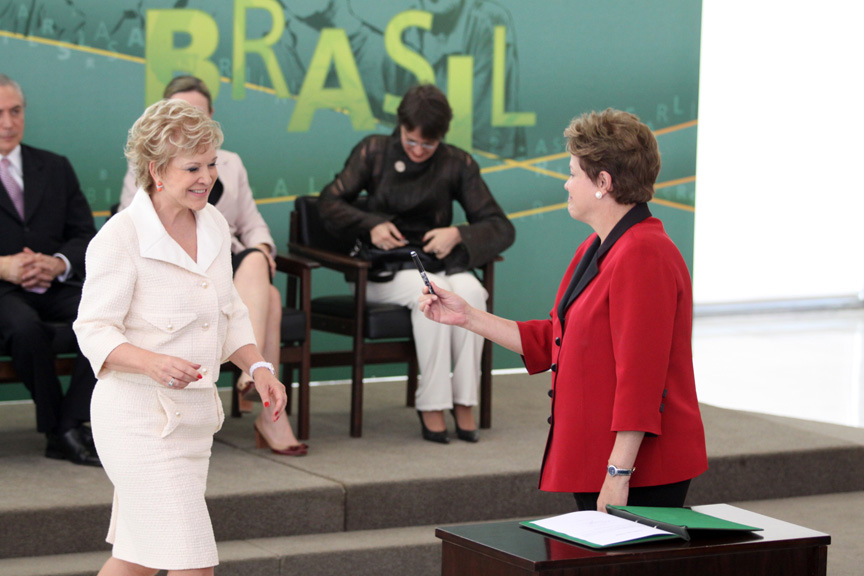
Cerimônia de posse de Marta no Ministério da Cultura, em 13 de setembro de 2012

Marta tencionava candidatar-se à prefeitura de São Paulo na eleição de outubro de 2012. Porém, o ex-presidente Lula e a cúpula de seu partido preferiam Fernando Haddad, ministro da Educação. Em novembro de 2011, a presidente Dilma convenceu-a a desistir de participar das prévias do partido, e Marta retirou sua pré-candidatura à prefeitura em 3 de novembro. Em setembro de 2012, Dilma nomeou Marta para chefiar o Ministério da Cultura, sucedendo Ana de Hollanda — decisão que foi classificada pelo O Globo como uma "recompensa" por ter sido preterida na disputa municipal e por ter se engajado na campanha de Haddad.
Durante o seu período como ministra da Cultura, o Congresso aprovou o vale-cultura, o Sistema Nacional de Cultura, a Lei Cultura Viva, e sua gestão lançou editais milionários dedicados às políticas afirmativas. Por outro lado, teve de lidar com uma greve de servidores do ministério dois meses antes da Copa do Mundo, a diminuição do orçamento do MinC (que compôs 0,13% do orçamento total da União no governo Dilma), e queixas relativas ao funcionamento dos CEUs, que também foi alvo de críticas pela demora de suas construções. Em 2015, uma auditoria da Controladoria-Geral da União indicou erros nas ações de controle em sua gestão como ministra.
Para a eleição presidencial de 2014, Marta defendeu e foi porta-voz do "Volta, Lula", um movimento que defendia a candidatura do ex-presidente Lula no lugar de Dilma. O movimento não foi bem sucedido e acabou gerando um mal-estar entre elas. Após a reeleição de Dilma, Marta anunciou que não faria parte do segundo mandato da presidente. Durante a campanha, os petistas criticaram a atuação de Marta na campanha de Dilma, pois acreditavam que ela poderia ter ajudado a melhorar o desempenho eleitoral da presidente no Estado de São Paulo. Em 11 de novembro de 2014, apresentou sua carta de demissão do Ministério da Cultura, criticando a equipe econômica do governo e desejando que Dilma "seja iluminada ao escolher sua nova equipe de trabalho, a começar por uma equipe econômica independente, experiente e comprovada, que resgate a confiança e credibilidade ao seu governo e que, acima de tudo, esteja comprometida com uma nova agenda de estabilidade e crescimento para o nosso país."

### Retorno ao Senado e eleição municipal de 2016

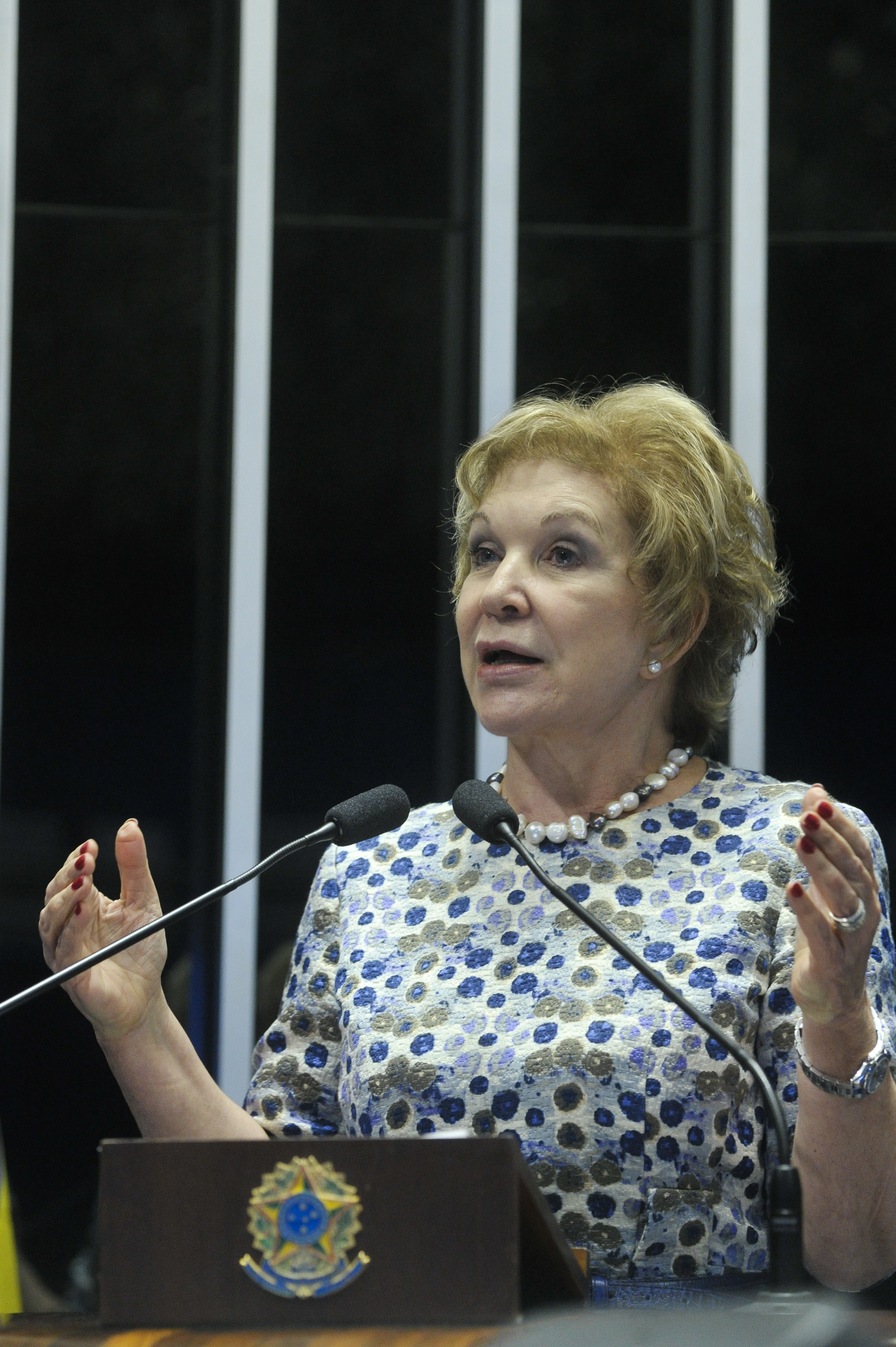
Marta discursando em sessão solene do Congresso Nacional, em março de 2016

Marta retornou ao Senado logo após sua renúncia como ministra. Em abril de 2015, desfiliou-se do PT e justificou esta decisão através de uma carta, na qual criticou o partido pelos escândalos de corrupção. Embora o partido já esperasse a saída de Marta, o PT entrou na justiça para reivindicar seu mandato no Senado, alegando infidelidade partidária e classificando sua atitude como "demagogia mal disfarçada" motivada por "ambição política e oportunismo eleitoral." Os colegas petistas de Marta no Senado ficaram magoados por sua saída do partido por acreditarem que ela só o fez por questões eleitorais, e não por discordar da política econômica do governo, como alegou.
Apesar de ter confirmado sua entrada no Partido Socialista Brasileiro (PSB) antes mesmo de sair do PT, Marta acabou oficializando sua filiação ao Partido do Movimento Democrático Brasileiro (PMDB) em setembro de 2015. Em novembro, anunciou que seria a candidata do PMDB à prefeitura de São Paulo na eleição de 2016—o que não seria provável no PT, que preferia a candidatura de Haddad à reeleição. Sua filiação ao PMDB foi patrocinada pela cúpula nacional do partido, que via sua adesão como uma expansão do poder do partido no Congresso, mas a nível municipal enfrentou resistências, com Gabriel Chalita deixando o partido para ser vice de Haddad.
No final de 2015, Marta defendeu o impeachment da presidente Dilma em um artigo publicado pela Folha de S.Paulo. A senadora defendeu que "o impeachment não é golpe" e que "só um governo de união nacional conseguirá resgatar a esperança e a autoestima dos brasileiros." Em 12 de maio de 2016, votou pelo afastamento temporário da presidente e, em agosto, foi favorável à cassação de Dilma.

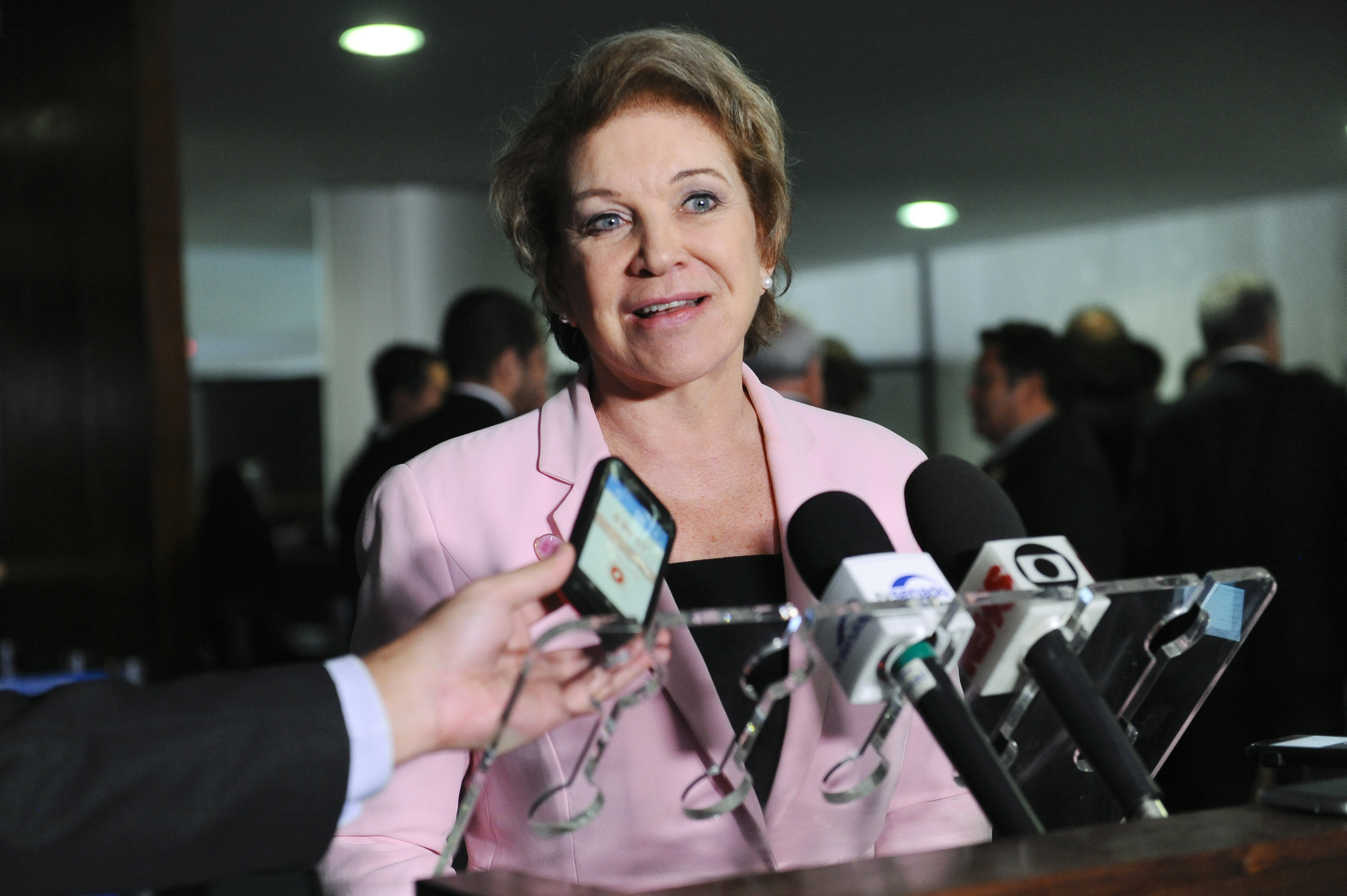
Marta sendo entrevistada em setembro de 2017

Em julho de 2016, o PMDB oficializou a candidatura de Marta à prefeitura. Em uma aliança articulada por Michel Temer, José Serra e Gilberto Kassab, o candidato a vice de Marta foi Andrea Matarazzo, seu crítico de longa data, que saiu do PSDB para se filiar ao PSD com o propósito inicial de ser candidato à prefeitura em 2016. Marta empenhou-se para reduzir seu índice de rejeição, tentando manter uma postura "humilde", e pediu desculpas pelo que via como "erros", incluindo a criação de taxas durante seu governo. Na propaganda eleitoral procurou mostrar independência do Governo Federal de Temer, que possuía baixos índices de aprovação, ao mesmo tempo que destacava os programas bem aprovados de sua gestão como prefeita. Entre suas propostas, defendeu priorizar a saúde, regulamentar o Uber e rever o programa de ciclovias da gestão Haddad. Nas pesquisas, chegou a ficar em segundo lugar com 25% das intenções de votos, mas na última semana empatou tecnicamente com Haddad na terceira colocação. Com a vitória de João Doria já no primeiro turno, Marta, que ficou em quarto lugar com 10,1% dos votos, colocou-se a disposição de seu partido para concorrer a um novo mandato no Senado em 2018.
De volta ao exercício de seu mandato, Marta votou a favor da PEC do Teto dos Gastos Públicos em dezembro de 2016, foi eleita em março de 2017 presidente da Comissão de Assuntos Sociais, votou a favor da reforma trabalhista em julho e, em outubro, foi favorável ao retorno ao Senado de Aécio Neves, suspeito de corrupção cujo mandato foi suspenso por uma decisão da Primeira Turma do Supremo Tribunal Federal. Naquele ano, Marta também sofreu acusações de corrupção. Em abril, delatores da Odebrecht afirmaram ter repassado, via caixa dois, R$ 1,05 milhão para suas campanhas ao Senado (2010) e à Prefeitura (2008). O pedido pelo dinheiro teria sido feito por Márcio Toledo, com quem Marta se casou em 2013. O Procurador-geral da República, Rodrigo Janot, pediu ao STF a abertura de um inquérito para investigar as citações ambos, mas o ministro Edson Fachin indeferiu o pedido. Em outra delação premiada, o marqueteiro João Santana alegou ter contratado, a pedido de Marta, seu ex-marido Luís Favre, que recebia sem trabalhar. João e sua esposa, Mônica Moura, também disseram que a senadora tinha ciência de que tais recursos eram provenientes de caixa dois. Ainda no âmbito da Operação Lava Jato, Joesley Batista, em sua delação premiada, disse ter pago propinas para Marta durante "sete ou oito meses"; de acordo com Batista, Marta pediu tais recursos para sua campanha à Prefeitura em 2016. Marta defendeu-se dizendo que as doações eram legais e que faria o necessário para demonstrar que as afirmações de Batista eram falsas.

### Eleições de 2018

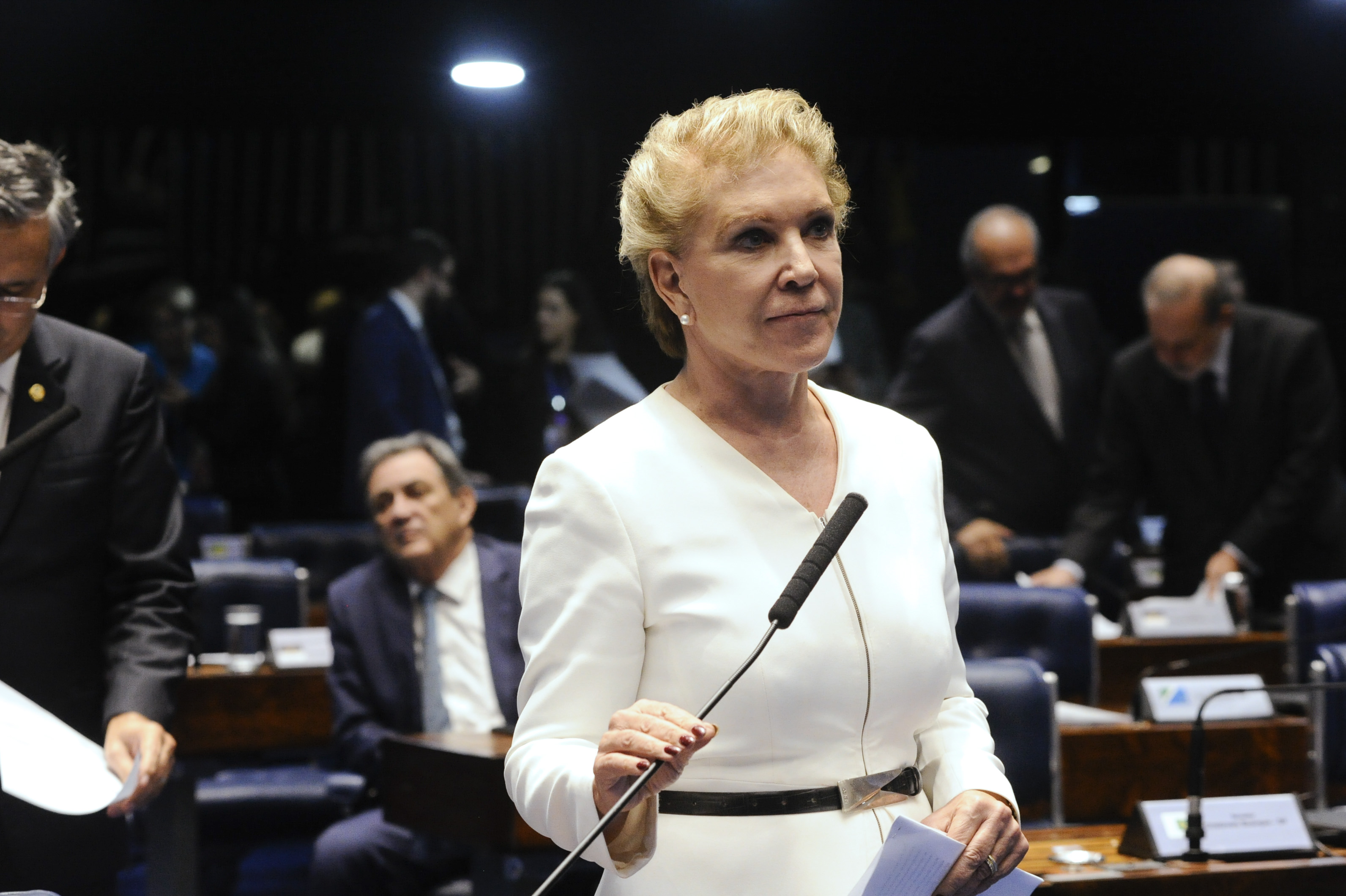
Suplicy no plenário do Senado, em abril de 2018

Em 5 de maio de 2018, o MDB lançou as pré-candidaturas de Paulo Skaf ao governo de São Paulo e de Marta Suplicy à reeleição no Senado Federal. No entanto, Marta não compareceu à convenção do MDB, em São Paulo, para homologar sua candidatura ao Senado. Após isso, o MDB a sondou para ser vice na chapa presidencial encabeçada por Henrique Meirelles. Porém, em 3 de agosto, Marta anunciou que não seria candidata a vice e nem à reeleição para o Senado Federal. Além disso, anunciou sua desfiliação do MDB, alegando decepção com a atual conjuntura política dos partidos e suas estratégias eleitorais. Apesar da retirada da vida política mandatária, Marta afirmou que pretendia continuar a sua vida pública, atuando na sociedade civil.

### Secretária de Relações Internacionais de São Paulo
Suplicy foi cotada para ser novamente candidata a prefeita de São Paulo em 2020, chegando a se filiar no Solidariedade no limite do prazo legal. No entanto, aproximou-se do prefeito Bruno Covas e decidiu apoiar a reeleição deste visando a construção de uma "frente ampla" contra o bolsonarismo. Foi cogitada para ser a candidata a vice de Covas, mas o Solidariedade definiu apoio ao ex-governador Márcio França, e ela se desfiliou do partido. Após a reeleição de Covas, foi nomeada para chefiar a Secretaria de Assuntos Internacionais e Federativos, retornando ao governo municipal após dezesseis anos.
Em janeiro de 2024, após receber e aceitar o convite para ser candidata á vice-prefeita na chapa de Guilherme Boulos (PSOL) pelo PT, na eleição municipal de São Paulo, Marta pediu demissão da Secretaria de Relações Internacionais da gestão do prefeito Nunes.

### Retorno ao PT e eleição municipal de 2024

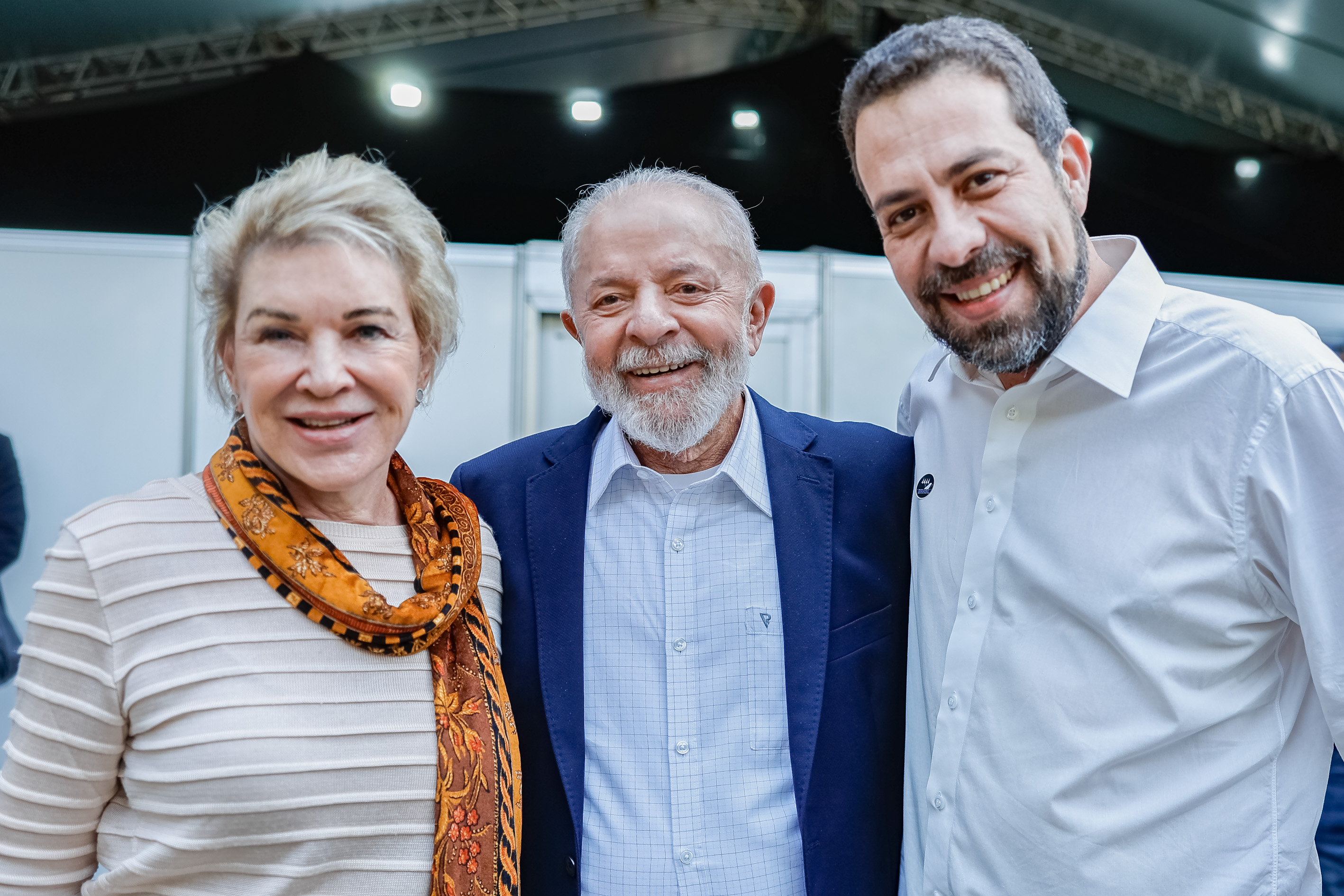
Marta, Lula e Boulos em junho de 2024.

Em janeiro de 2024, recebeu o convite do Presidente Lula a voltar ao PT e ser vice na chapa de Guilherme Boulos (PSOL). Mas nessa época, ela ainda era Secretária de Relações Internacionais, na Gestão de Ricardo Nunes. Ela aceita o convite, e entrega sua carta de Demissão em 9 de janeiro de 2024.
Sua filiação no PT sofreu uma oposição de uma ala do partido, que apontava que ela era uma traidora, após sair do PT e votar a favor do impeachment de Dilma Rousseff em 2016. A ponto de fazer uma votação interna para ver se aprovava Marta a retornar para o PT. Com 12 a favor, 1 contra e 1 abstenção, Marta é aceita novamente no PT e sua filiação viria acontecer em Fevereiro de 2024.
Em fevereiro de 2024, após quase 9 anos fora do PT, ocorreu o ato de sua refiliação ao Partido dos Trabalhadores, sendo realizado na Casa de Portugal, No centro Paulistano. Contou com a presença de Boulos e do presidente Luiz Inácio Lula da Silva, que Assinou sua ficha de filiação ao PT. Com a sua volta no partido, as prévias para vice-prefeito foram descartadas e ela aceitou oficialmente ser a candidata a vice-prefeita na chapa de Boulos.

## Desempenho em eleições
| Ano  | Eleição                | Cargo            | Partido                                                                 | Partido | Coligação                                                                      | Vices, Titulares e Suplentes     | Votos     | Votos     | Votos  | Votos         | Resultado       | Ref                     |
| Ano  | Eleição                | Cargo            | Partido                                                                 | Partido | Coligação                                                                      | Vices, Titulares e Suplentes     | T.        | Total     | %      | P.            | Resultado       | Ref                     |
| ---- | ---------------------- | ---------------- | ----------------------------------------------------------------------- | ------- | ------------------------------------------------------------------------------ | -------------------------------- | --------- | --------- | ------ | ------------- | --------------- | ----------------------- |
| 1994 | Estadual de São Paulo  | Deputada Federal |                                                                         | PT      | Frente Brasil Popular SP (PT, PSB, PPS, PCdoB, PCB, PMN, PSTU)                 | —                                | 1°        | 76.132    | 0,41%  | 22ª           | Eleita          |                         |
| 1998 | Estadual de São Paulo  | Governadora      | Pra Renovar São Paulo (PT, PCdoB, PCB, PPS, PMN)                        | PT      | Vice: Newton Lima (PT)                                                         | 1°                               | 3.738.750 | 22,51%    | 3ª     | Não Eleita    | [ 233 ]         |                         |
| 2000 | Municipal de São Paulo | Prefeita         | Muda São Paulo (PT, PCdoB, PCB, PHS)                                    | PT      | Vice: Hélio Bicudo (PT)                                                        | 1°                               | 2.205.013 | 34,40%    | 1ª     | Segundo Turno | [ 234 ] [ 235 ] |                         |
| 2000 | Municipal de São Paulo | Prefeita         | Muda São Paulo (PT, PCdoB, PCB, PHS)                                    | PT      | Vice: Hélio Bicudo (PT)                                                        | 2°                               | 3.247.900 | 58,51%    | 1ª     | Eleita        | [ 234 ] [ 235 ] |                         |
| 2004 | Municipal de São Paulo | Prefeita         | União por São Paulo (PT, PCdoB, PRTB, PTN, PSL, PTB e PL)               | PT      | Vice: Rui Falcão (PT)                                                          | 1°                               | 2.209.264 | 35,82%    | 2ª     | Segundo Turno | [ 236 ] [ 237 ] |                         |
| 2004 | Municipal de São Paulo | Prefeita         | União por São Paulo (PT, PCdoB, PRTB, PTN, PSL, PTB e PL)               | PT      | Vice: Rui Falcão (PT)                                                          | 2°                               | 2.740.152 | 45,14%    | 2ª     | Não Eleita    | [ 236 ] [ 237 ] |                         |
| 2008 | Municipal de São Paulo | Prefeita         | Uma Nova Atitude para São Paulo (PT, PCdoB, PDT, PTN, PRB e PSB)        | PT      | Vice: Aldo Rebelo (PCdoB)                                                      | 1°                               | 2.088.329 | 32,79%    | 1ª     | Segundo Turno | [ 238 ]         |                         |
| 2008 | Municipal de São Paulo | Prefeita         | Uma Nova Atitude para São Paulo (PT, PCdoB, PDT, PTN, PRB e PSB)        | PT      | Vice: Aldo Rebelo (PCdoB)                                                      | 2°                               | 2.452.527 | 39,28%    | 2ª     | Não Eleita    | [ 238 ]         |                         |
| 2010 | Estadual de São Paulo  | Senadora         | União para Mudar (PT, PDT, PR, PCdoB, PRB, PSDC, PRP, PRTB, PTN, PTdoB) | PT      | 1.° Suplente: Antonio Carlos Rodrigues (PR) 2.° Suplente: Paulo Frateschi (PT) | 1°                               | 8.314.027 | 22,61%    | 1ª     | Eleita        | [ 239 ]         |                         |
| 2016 | Municipal de São Paulo | Prefeita         |                                                                         | PMDB    | União por São Paulo (PMDB e PSD)                                               | Vice: Andrea Matarazzo (PSD)     | 1°        | 587.220   | 10,14% | 4ª            | Não Eleita      | [ 240 ]                 |
| 2024 | Municipal de São Paulo | Vice-prefeita    |                                                                         | PT      | Amor Por São Paulo (Fed.PSOL Rede, Fe.Brasil, PDT, PMB, PCB)                   | Titular: Guilherme Boulos (PSOL) | 1°        | 1.776.127 | 29,07% | 2ª            | Segundo Turno   | [ 241 ] [ 242 ] [ 243 ] |
| 2024 | Municipal de São Paulo | Vice-prefeita    | 2°                                                                      | PT      | Amor Por São Paulo (Fed.PSOL Rede, Fe.Brasil, PDT, PMB, PCB)                   | Titular: Guilherme Boulos (PSOL) | 2.323.901 | 40,65%    | 2ª     | Não Eleita    |                 | [ 241 ] [ 242 ] [ 243 ] |